# Jacques Lussier
Pour les articles homonymes, voir Lussier.
Jacques Lussier, né le 1er mars 1960 à Montréal où il meurt le 14 avril 2024, est un acteur de télévision, de cinéma et de théâtre ainsi qu'un doubleur de film québécois. 

## Biographie
Jacques Lussier est diplômé du Conservatoire d'art dramatique de Montréal en 1982. Il a également été animateur du jeu télévisé Zizanie de 1990 à 1992.
Jacques Lussier meurt le 14 avril 2024 à Montréal à l'âge de 64 ans.

## Filmographie

### Comme acteur

#### À la télévision
- 1982 - 1986 : Monsieur le ministre : Thierry Robert
- 1986 : Laurier : Henri Laurier
- 1990 - 1991 : Les Filles de Caleb : L'inspecteur Henri Douville
- 1990 - 1993 : Cormoran : Vincent Bellavance
- 1993 : Blanche : L'inspecteur Henri Douville
- 1994 : Scoop : Jean-Marc
- 1995 : Les Grands Procès : Me Bienvenue
- 1995 - 2000 : Les Machos : Antoine Lorrain
- 1997 - 2001 : Sous le signe du lion : Beaujeu Martin
- 2002 : L'Or : Jérôme Dulac
- 2005 : Le Négociateur : Sergent Lebel
- 2006 : René Lévesque : Jean-Roch Boivin
- 2006 : Indian summer: The Oka Crisis : Mario Laguë
- 2006 : Les Bougon, c'est aussi ça la vie! : L'officier dactylo / Réal Louis Bolduc
- 2008 : René Lévesque - Le destin d'un chef : Jean-Roch Boivin
- 2008 : Bob Gratton : Ma vie, My Life : Le douanier canadien
- 2009 : Les Boys : Médecin de Méo (3e saison)
- 2009 : Mirador : René Duval

#### Au cinéma
- 1986 : Pouvoir intime : Janvier
- 1988 : Norman's Awsome Adventure : Umberto
- 1994 : Louis 19, le roi des ondes : Le patron de Louis
- 1999 : Grey Owl : François Dulac
- 2015 : Furieuse : Patrick Belvoix

#### Doublage
Jacques Lussier effectue aussi du doublage de film de quelques acteurs dont Jude Law, Brad Pitt, Jason Connery, Freddie Prinze Jr. et Rick Schroder.

## Théâtre
- Arlequin, serviteur de deux maîtres, mise en scène de Yvon Bilodeau
- Les Palmes de Monsieur Schultz, mise en scène de Denise Filiatrault
- Les Fiancés de l'armoire à linge, mise en scène de Guy Nadon
- Le Songe d'une nuit d'été, mise en scène de Robert Lepage
- La Marelle, mise en scène de A. Grégoire et de G. Gaudreault
- Trois chansons d'amour, mise en scène de Alexandre Hausvater
- Demande-moi n'importe quoi, mise en scène de Daniel Léveillé
- Provincetown Playhouse, juillet 1919, j'avais 19 ans, mise en scène de Michel Forgues